# Condado de Pozos Dulces
El condado de Pozos Dulces fue un título nobiliario español creado el 24 de junio de 1790, con el vizcondado previo de la Albufera, por el rey Carlos IV de España a favor de Melchor Jacot y Ortiz-Rojano, alcalde mayor de Segovia, primer regente de la Real Audiencia de Lima, ministro togado del Consejo de Indias y caballero de la Orden de Carlos III.
El título, según la Diputación Permanente y Consejo de la Grandeza de España y Títulos del Reino, está caducado.

## Condes de Pozos Dulces
|                        | Titular                                 | Periodo                |
| Creación por Carlos IV | Creación por Carlos IV                  | Creación por Carlos IV |
| ---------------------- | --------------------------------------- | ---------------------- |
| I                      | Melchor Jacot y Ortiz-Rojano            | 1790-1807              |
| II                     | María Luisa López de Maturana y Eguilar | 1808-1832              |
| III                    | Bernarda Josefa Jacot y Martínez-Heto   | 1834-1845              |
| IV                     | Francisco de Frías y Jacott             | 1848-1877              |
| Título caducado        |                                         |                        |

## Historia de los condes de Pozos Dulces
- Melchor Jacot y Ortiz-Rojano (Málaga, 11 de junio de 1732-Madrid, 1807), I conde de Pozos Dulces.[6] Era hijo de José Jacot y Ruiz de la Escalera (1702-1738),[7][8] natural de Málaga, regidor perpetuo de Málaga y comisiario ordenador de la Real Artillería, y de María del Carmen Ortiz Rojano, natural de Baena.[6] Sus abuelos paternos, Melchor Jacot Varenne y Leonor Ruiz de la Escalera, eran naturales de Málaga y los bisabuelos paternos eran originarios de Amberes[6] desde donde se trasladaron a Málaga.[9]

Casó en primeras nupcias con Francisca de Paula Cascajedo y Requena, natural de Móstoles, y en segundas con María Luisa López de Maturana y Eguilar (1759-7 de septiembre de 1832), natural de Huaura en el Perú, de quien no tuvo sucesión. Del primer matrimonio tuvo una hija, María del Carmen Jacot y Cascajedo, que murió joven. Le sucedió su segunda esposa:
- María Luisa López de Maturana y Eguilar (1759-7 de septiembre de 1832), II condesa de Pozos Dulces.[10][11]

Casó como segunda esposa con Melchor Jacot y Ortiz-Rojano (1732-1807), I conde de Pozos Dulces, de quien no tuvo sucesión. Le sucedió el 15 de febrero de 1834, una sobrina paterna del primer conde, hija de Francisco Jacot y Ortiz-Rojano (1734-1821), hermano del primer conde, y de Ana Josefa Martínez-Heto y Ávila.
- Bernarda Josefa Jacot y Martínez-Heto (La Habana, 20 de agosto de 1773-La Habana, 11 de octubre de 1845), III condesa de Pozos Dulces[13] por real carta de sucesión de la reina regente María Cristina durante la menoridad de Isabel II del 15 de febrero de 1834 y después de la muerte de su tía paterna por afinidad.[14] Otorgó testamento el 1 de febrero de 1841.[10]

Casó en primeras nupcias el 23 de febrero de 1805, en La Habana, con Antonio Sánchez de Frías y Gutiérrez de Padilla, natural de la isla de El Hierro. Contrajo un segundo matrimonio, el 30 de mayo de 1828, en La Habana, con Pedro de Albear y Somarriba, natural de Santander. En 1848, sucedió su hijo del primer matrimonio:
- Francisco de Frías y Jacott (La Habana, 24 de septiembre de 1809-Passy, 24 de junio de 1877),[10] IV y último conde de Pozos Dulces.[17] «Desde el deceso del IV Conde de Pozos-Dulces, esta dignidad se encuentra vacante».[18]

Contrajo matrimonio con Isabel-Herbina Faurés y Pigeot.

## Intentos de rehabilitación y el falso conde
Hubo varios intentos de rehabilitar el título, sin que en ninguno de estos casos obtuviera la real carta de sucesión: en mayo de 1949 por Juan de Ojeda y Pomares; en mayo de 1950 por Juan de Ojeda y Pomares y Joaquín Sanz de Bremond en representación de su esposa; en marzo de 1956 por Vicente Sanz de Bremond como heredero de su madre María del Milagro Bremond y Valenzuela; en octubre de 1975 por Alfredo de Ojeda y Nogués (fallecido el 10 de marzo de 1991); y en marzo de 1977 cuando se convoca a Vicente María Sanz de Bremond y a Alfredo de Ojeda y Nogués en el expediente de rehabilitación del título de conde de Pozos Dulces.
En julio de 2022 saltó a los medios la noticia de la detención de Ignacio Jacob, autodenominado «conde de Pozos Dulces» al ser detenido en Murcia por abuso a un menor de edad. Pese a la utilización del referido título por parte de medios de comunicación, esta persona en ningún caso ha sido reconocida por la Diputación Permanente y Consejo de la Grandeza de España como tenedor del título.